# Lingasandra, Maddur
Lingasandra là một làng thuộc tehsil Maddur, huyện Mandya, bang Karnataka, Ấn Độ.